# Притчард, Джонатан
Джонатан Притчард (англ. Jonathan Karl Pritchard; род. 1971, Эссекс) — британский генетик. Доктор философии. Именной профессор Стэнфорда, член НАН США (2025). Лауреат Fabio Frassetto International Prize (2019).

## Биография
В юном возрасте увлекся изучением насекомых.
С 1986 г. в Пенсильвании. В 1989—1994 гг. прошёл бакалавриат в Пенсильванском университете по биологии и математике, где его отец был профессором математики, заинтересовался популяционной генетикой. В 1994—1998 гг. работал над докторской по биологии в Стэнфорде, под началом Марка Фельдмана. В 1998—2001 постдок по статистике в Оксфорде у Питера Доннелли. В 2001—2013 в штате Чикагского университета. С 2013 в Стэнфорде профессор, с 2020 г. именной. Отмечен отличием «Статья года» от журнала Lancet.
Внёс важный вклад в эволюционную геномику.
Публиковался в Current Biology, Nature, Science, Scientific American.
Супруга — Lianne Kurina, двое детей.